# Königstetten und Chorherrn
Die Herrschaft Königstetten und Chorherrn war eine Grundherrschaft im Viertel ober dem Wienerwald im Erzherzogtum Österreich unter der Enns, dem heutigen Niederösterreich.

## Ausdehnung
Die Herrschaft umfasste zuletzt die Ortsobrigkeit über Königstetten, Tulbing, Nitzing, Wipfing, Muckendorf, Zeiselmauer, Wolfpassing, St. Andrä, Wördern, Altenberg, Greifenstein, Gugging, Katzelsdorf im Dorf, Katzelsdorf an der Zeil, Chorherrn und Staasdorf. Der Sitz der Verwaltung befand sich in Königstetten.

## Geschichte
Die letzte Inhaberin war Freifrau Henriette von Pereira-Arnstein, der auch die Herrschaft Erlaa gehörte. Nach den Reformen 1848/1849 wurde die Herrschaft aufgelöst.